# Attila Pinte
Attila Pinte (Šamorín, 6 giugno 1971) è un ex calciatore slovacco, di ruolo centrocampista.

## Carriera

### Nazionale
Debutta il 6 febbraio 1998 contro la Slovenia (1-1).

## Palmarès

### Club

#### Competizioni nazionali
- Campionato slovacco: 1

Inter Bratislava: 1999-2000
- Coppa di Slovacchia: 3

Inter Bratislava: 1999-2000, 2000-2001
Petržalka: 2003-2004
- Campionato ungherese: 1

Ferencváros: 2000-2001